# Экерман, Хейли
Хейли Джорданн Экерман (англ. Haley Jordann Eckerman; род. 10 ноября 1992, Уотерлу, Айова) — американская волейболистка, диагональная нападающая.

## Биография
Хейли Джорданн Экерман родилась 10 ноября 1992 года в Ватерлоо, штат Айова, США. У неё есть младшая сестра Алиа.
Хейли начала карьеру в 2007 году в молодёжной команде «Ватерлоо Ист», затем с 2011 по 2014 год выступала за Техасский университет. С 2014 по 2017 год сменила множество команд разных стран — корейский «Калтекс», пуэрто-риканские «Леонес де Понсе» и «Капиталинас Сан Хуан», азербайджанский «Азеррейл», итальянский «Сауджелла Тим Монца».
В составе сборной США заняла 12 место на чемпионате мира среди девушек 2009 года и 4 место на молодежном чемпионате мира 2011 года.
С 2017 по 2018 год выступала за «Протон», в составе которого стала бронзовым призёром Кубка России.

## Достижения

### С клубами
- Бронзовый призёр Кубка России 2017